# Moras-en-Valloire
Moras-en-Valloire település Franciaországban, Drôme megyében. Lakosainak száma 685 fő (2022. január 1.). Moras-en-Valloire Hauterives, Lens-Lestang, Manthes és Saint-Sorlin-en-Valloire községekkel határos.

## Népesség
A település népességének változása:
| Lakosok száma | 475  | 468  | 582  | 604  | 636  | 646  | 667  | 681  | 679  | 685  |
|               | 1968 | 1982 | 1990 | 2006 | 2013 | 2015 | 2017 | 2019 | 2020 | 2022 |